# 计算机辅助设计与图形系统全国重点实验室
计算机辅助设计与图形系统全国重点实验室，前身为计算机辅助设计与图形学国家重点实验室，是位于中国浙江省杭州市的一个国家重点实验室，隶属于浙江大学信息学部，位于浙江大学紫金港校区蒙民伟楼，由浙大计算机系、数学系和机械系三系共建。1989年列入国家建设计划，1992年建成并通过验收。1994年获得全国国家重点实验室先进集体金牛奖。

## 研究方向
主要研究方向包括：
- 数据并行计算及其基础软件
- 媒体计算和可视分析
- 虚拟现实
- 图形与视觉计算
- 计算机辅助设计